# Asperula serotina
Asperula serotina är en måreväxtart som först beskrevs av Pierre Edmond Boissier och Theodor Heinrich von Heldreich, och fick sitt nu gällande namn av Friedrich Ehrendorfer. Asperula serotina ingår i släktet färgmåror, och familjen måreväxter. Inga underarter finns listade i Catalogue of Life.